# Tortoise Mountain TV Tower
Tortoise Mountain TV Tower foi construída na cidade de Wuhan, China. Tem 311,4 metros de altura.